# Calamagrostis australis
Calamagrostis australis là một loài thực vật có hoa trong họ Hòa thảo. Loài này được (Moritzi) Buse mô tả khoa học đầu tiên năm 1854.